# Saison 3 de Supergirl
Chronologie
Saison 2 Saison 4
La troisième saison de Supergirl, série télévisée américaine, est composée de vingt-trois épisodes diffusés du 9 octobre 2017 au 18 juin 2018 sur The CW, aux États-Unis.

## Synopsis
Attristée par le départ de Mon-El, Kara décide de se consacrer principalement à sa vie de Supergirl en mettant de côté sa vie d'humaine, laissant dans l'inquiétude sa famille et ses amis. Alors qu'elle reprend peu à peu le dessus, elle se retrouve confrontée au plus puissant adversaire qu'elle ait combattu jusqu'à présent...

## Distribution

### Acteurs principaux
- Melissa Benoist (VF : Zina Khakhoulia) : Kara Danvers / Supergirl
- Mehcad Brooks (VF : Jérôme Rebbot) : James « Jimmy » Olsen / Guardian
- Chyler Leigh (V : Véronique Desmadryl) : Alexandra « Alex » Danvers
- Chris Wood (VF : Julien Allouf) : Mon-El
- Jeremy Jordan (VF : Rémi Caillebot) : Winslow « Winn » Schott
- Katie McGrath (VF : Adeline Moreau) : Lena Luthor
- Odette Annable (VF : Victoria Grosbois) : Samantha Arias / Reign
- David Harewood (VF : Paul Borne) : Hank Henshaw / J'onn J'onzz

### Acteurs récurrents
- Emma Tremblay (VF : Alice Orsat) : Ruby Arias[1] (15 épisodes)
- Carl Lumbly (VF : Saïd Amadis) : M'yrnn J'onzz, le père de J'onn[1] (11 épisodes)
- Anjali Jay (VF : Sophie Baranes) : Selena, membre du conseil d'Argo (10 épisodes)
- Erica Durance (VF : Vanina Pradier) : Alura Zor-El[2] (9 épisodes)
- Amy Jackson (VF : Nastassja Girard) : Imra Ardeen / Saturn Girl[3] (9 épisodes)
- Chad Lowe (VF : Patrick Mancini) : Thomas Coville[4] (7 épisodes)
- Jesse Rath (VF : Pierre Tessier) : Brainiac 5[5] (6 épisodes)
- Andrea Brooks (VF : Anne-Laure Gruet) : Eve Teschmacher (6 épisodes)
- Floriana Lima (VF : Olivia Luccioni) : Maggie Sawyer (5 épisodes)
- Krys Marshall (VF : Claire Morin) : Julia Freeman / Purity (4 épisodes)
- Adrian Pasdar (VF : Bernard Gabay) : Morgan Edge[1] (4 épisodes)

### Invités
- Calista Flockhart (VF : Natacha Muller) : Cat Grant (épisode 1)
- David St. Louis : Robert DuBois / Bloodsport (épisode 1)
- Yael Grobglas (VF : Laurence Charpentier) : Psi [1] (épisode 2 et 11)
- Sharon Leal (VF : Annie Milon) : M'gann M'orzz / Miss Martian (épisode 3)
- Carlos Bernard : Oscar Rodas, le père de Maggie[6] (épisode 3)
- Helen Slater (VF : Isabelle Gardien) : Eliza Danvers (épisode 3 et 6)
- Olivia Nikkanen (VF : Joséphine Ropion) : Alex, adolescente[7] (épisode 6)
- Izabela Vidovic (VF : Zina Khakhoulia) : Kara, adolescente[7] (épisode 6)
- Betty Buckley (VF : Frédérique Cantrel) : Patricia Arias[8] (épisode 7, 18 et 23)
- Brit Morgan (VF : Claire Guyot) : Leslie Willis / Livewire (épisode 11)
- Laurie Metcalf : la mère de Winn[9] (épisode 14)

### Invités des séries du même univers
- Stephen Amell (VF : Sylvain Agaësse) : Oliver Queen / Green Arrow (épisode 8)
- Tom Cavanagh (VF : Serge Faliu) : Eobard Thawne (Terre-2) (épisode 8)
- Franz Drameh (VF : Eilias Changuel) : Jefferson « Jax » Jackson / Firestorm (épisode 8)
- Victor Garber (VF : Gabriel Le Doze) : Pr Martin Stein / Firestorm (épisode 8)
- Grant Gustin (VF : Alexandre Gillet) : Barry Allen / Flash (épisode 8)
- Keiynan Lonsdale (VF : Alex Fondja) : Wally West / Kid Flash (épisode 8)
- Caity Lotz (VF : Anne-Charlotte Piau) : Sara Lance / White Canary (épisode 8)
- Jesse L. Martin (VF : Frantz Confiac) : le lieutenant Joe West (épisode 8)
- Danielle Nicolet (VF : Julie Dumas) : Cecile Horton (épisode 8)
- Emily Bett Rickards (VF : Aurore Bonjour) : Felicity Smoak / Overwatch (épisode 8)
- Danielle Panabaker (VF : Marie Diot) : Dr Caitlin Snow / Killer Frost (épisode 8)
- Candice Patton (VF : Jessica Monceau) : Iris West (épisode 8)
- Dominic Purcell (VF : Éric Aubrahn) : Mick Rory / Heat Wave (épisode 8)
- Patrick Sabongui (VF : Nessym Guetat) : David Singh (épisode 8)
- Carlos Valdes (VF : Antoine Schoumsky) : Cisco Ramon / Vibe (épisode 8)

## Diffusions
- Aux États-Unis, la saison a été diffusée du 9 octobre 2017 au 18 juin 2018 sur The CW.
- Au Canada, elle est diffusée en simultané sur Showcase.
- Après la diffusion de l'épisode du 5 février 2018, la série prend une pause en laissant sa case horaire à Legends of Tomorrow pendant neuf semaines, puis est de retour du 16 avril au 18 juin[10].

## Liste des épisodes

### Épisode 1:Cœur d’acier
- États-Unis /  Canada : 9 octobre 2017 sur The CW[11] / Showcase
- Québec : 28 août 2018 sur MusiquePlus[12]
- Belgique : 16 octobre 2018 sur La Deux[13]
- France : 4 novembre 2018 sur Série Club[14]
  - 9 mars 2019 sur CStar[15]

- États-Unis : 1,87 million de téléspectateurs[16] (première diffusion)

- Calista Flockhart (Cat Grant)
- Floriana Lima (Maggie Sawyer)
- Erica Durance (Alura Zor-El)
- David St. Louis (Robert DuBois / Bloodsport)
- Emma Tremblay (Ruby Arias)
- Adrian Pasdar (Morgan Edge)
- Fred Henderson (Le maire)
- Josh Hallem (Brian)

Alors que National City subit toute une série de vols d'équipements militaires par le criminel Robert DuBois, surnommé Bloodsport, Kara change de vie. Elle décide d'accorder davantage d'importance à son rôle de super-héroïne en tant que Supergirl que celui de reporter pour CatCo. Elle démissionne de son poste à la suite d'une dispute avec James à la grande déception de sa sœur Alex qui ne la reconnaît plus. Pendant ce temps, la ville qui doit bientôt organiser l'inauguration d'une statue en l'honneur de Supergirl est la proie d'un nouvel arrivant : l'homme d'affaires Morgan Edge. Il compte bien faire fortune avec les nouveaux lotissements construits en bord de mer. Mais il ne s'arrête pas là : lassé de la mauvaise presse qui lui est faite, il lance une OPA hostile sur CatCo. Profitant de l'absence de Cat Grant qui désormais travaille comme porte-parole de la Présidente à Washington, Edge est aussi à l'origine des vols d'équipements.
Winn découvre que Bloodsport a l'intention d'utiliser le matériel volé pour construire un mécanisme de camouflage indétectable, même pour Supergirl. Au moment de la fête pour l'inauguration, Alex, qui s'occupe aussi de la sécurité avec Maggie, fait la connaissance de Samantha Arias, une mère de famille particulière. En effet, alors que le front de mer subit les attaques de plusieurs missiles, créant des secousses, la femme se découvre une force surhumaine au moment de sauver sa fille Ruby, coincée sous une poutre en acier. Supergirl plonge dans l'océan et utilise son ouïe pour détecter le sous-marin invisible. Bloodsport et son équipage continuent de lancer des missiles, faisant de gros dégâts. La super héroine parvient à sortir de l'eau le sous-marin. Redevenue civile sous l'identité de Kara, Supergirl rend visite à Lena Luthor. Cette dernière lui annonce qu'elle a racheté CatCo. Au même moment, Morgan Edge furieux d'avoir été évincé de l'achat du journal menace la femme d'affaires.
- Le super vilain Bloodsport est un personnage créé en 1987 par John Byrne et Karl Kesel.

### Épisode 2:Psychose
- États-Unis /  Canada : 16 octobre 2017 sur The CW / Showcase
- Québec : 4 septembre 2018 sur MusiquePlus
- Belgique : 17 octobre 2018 sur La Deux[17]
- France : 4 novembre 2018 sur Série Club[18]
  - 9 mars 2019 sur CStar [15]

- États-Unis : 1,76 million de téléspectateurs[19] (première diffusion)

- Floriana Lima (Maggie Sawyer)
- Erica Durance (Alura Zor-El)
- Yael Grobglas (Gayle Marsh / Psi)
- Sharon Leal (M'gann M'orzz)
- Andrea Brooks (Eve Teschmacher)
- Emma Tremblay (Ruby Arias)
- Angela Moore (Principal Coburn)

Kara veut redoubler d'efforts en tant que Supergirl mais accepte de moins en moins son identité de Kara Danvers, devenue futile à ses yeux. Alors que Lena Luthor prend ses marques en tant que nouvelle PDG de CatCo Worldwide Media, Kara est occupée à arrêter les agissements de Psi, une méta-humaine braqueuse de banques capable de provoquer des visions sur les peurs profondes des gens. Face à elle, Kara se revoit à bord de son vaisseau quittant Krypton en pleine explosion et devient pétrifiée de peur.
En parallèle, Samantha Arias essaie de ne plus penser au moment où elle a soulevé une structure de fer pour sauver sa fille Ruby.
Elle se retrouve convoquée dans le bureau de la principale après que sa fille a frappé une camarade de classe : après lui avoir raconté que sa mère l'avait sauvée grâce à des super-pouvoirs, cette dernière avait traité Ruby de menteuse.
Entre-temps, au DEO, J'onn n'ayant pas réussi à bloquer les pouvoirs psychiques de Psi, Winn remet à Supergirl un appareil qu'il a récemment mis au point, capable de neutraliser les ondes de choc psioniques. Mais Supergirl, croyant être responsable de la mort de Mon-El, échoue à nouveau face à la méta-humaine. Grâce à sa sœur Alex, elle finit par l'emporter grâce à la "victoire de l'esprit sur la matière".
Dans les locaux de CatCo, Kara fait son mea culpa à Lena quant à ses absences inexpliquées et son manque d'investissement au sein du journal. Cette dernière lui présente alors Samantha Arias, qu'elle a fraîchement promue à la tête de L-Corp.
- La super vilaine Psi est un personnage créé en 1982 par Paul Kupperberg et Carmine Infantino.

### Épisode 3:Se défaire du passé
- États-Unis /  Canada : 23 octobre 2017 sur The CW / Showcase
- Québec : 11 septembre 2018 sur MusiquePlus
- Belgique : 17 octobre 2018 sur La Deux[20]
- France : 4 novembre 2018 sur Série Club[21]
  - 16 mars 2019 sur CStar[22]

- États-Unis : 1,77 million de téléspectateurs[23] (première diffusion)

- Floriana Lima (Maggie Sawyer)
- Helen Slater (Eliza Danvers)
- Sharon Leal (M'gann M'orzz)
- Carl Lumbly (M'yrnn J'onzz)
- Carlos Bernard (Oscar Rodas)
- Dewshane Williams (Till'all)
- Louriza Tronco (N'keyy)
- Izabela Vidovic (Kara jeune)

### Épisode 4:Fidèlement fou
- États-Unis /  Canada : 30 octobre 2017 sur The CW / Showcase
- Québec : 18 septembre 2018 sur MusiquePlus
- Belgique : 18 octobre 2018 sur La Deux[24]
- France : 11 novembre 2018 sur Série Club[21]
  - 16 mars 2019 sur CStar[22]

- États-Unis : 1,82 million de téléspectateurs[25] (première diffusion)

- Floriana Lima (Maggie Sawyer)
- Erica Durance (Alura Zor-El)
- Emma Tremblay (Ruby Arias)
- Carl Lumbly (M'yrnn J'onzz)
- Sofia Vassilieva (Olivia)
- Anjali Jay (Serena)
- Chad Lowe (Thomas Coville)
- David Carzell (Kenneth)
- Hyuma Frankowski (Jeremy)
- Nick Fontaine (Josh)

### Épisode 5:Dommages et Intérêts
- États-Unis /  Canada : 6 novembre 2017 sur The CW / Showcase
- Québec : 25 septembre 2018 sur MusiquePlus
- Belgique : 18 octobre 2018 sur La Deux[26]
- France : 11 novembre 2018 sur Série Club
  - 23 mars 2019 sur CStar[21]

- États-Unis : 1,87 million de téléspectateurs[27] (première diffusion)

- Floriana Lima (Maggie Sawyer)
- Emma Tremblay (Ruby Arias)
- Andrea Brooks (Eve Teschmacher)
- Curtis Lum (Agent Demos)
- Adrian Pasdar (Morgan Edge)
- Emy Aneke (Shiv)
- Shauna Hansen (Jen)
- Octavian Kaul (Luke)
- Bob Frazer (Le père de Luke)

### Épisode 6:Retour à Midvale
- États-Unis /  Canada : 13 novembre 2017 sur The CW / Showcase
- Québec : 2 octobre 2018 sur MusiquePlus
- Belgique : 19 octobre 2018 sur La Deux[28]
- France : 11 novembre 2018 sur Série Club[21]
  - 23 mars 2019 sur CStar

- États-Unis : 1,89 million de téléspectateurs[29] (première diffusion)

- Helen Slater (Eliza Danvers)
- Izabela Vidovic (Kara jeune)
- Olivia Nikkanen (Alex jeune)
- David Chisum (Sheriff Ronald Collins)
- Ivan Mok (Kenny Li)
- Eliana Jones (Josie)
- Erica Durance (Agent Noel Neill)
- Mik Byskov (Samuel Bernard)
- Dawson Alexander Holmes (Deadhead)
- Winnie Hung (Madame Amy Li)
- Gavin Langelo (Jake)
- C. Douglas Quan (Monsieur Lloyd Li)
- Sandy Sidhu (Adjoint Clemens)
- Farryn VanHumbeck (Vicki)

- quand on pose la question à Kara à savoir le nom d'un général également ancien président des États-Unis, kara mentionne l'acteur Isaiah Washington, alias le docteur Preston Burke dans Grey's anatomy, série où Chyler Leigh jouait Lexie Grey
- Kara dit à Alex pouvoir contacter Chloe Sullivan, personnage bien connu des fans de Smallville, et évoque son "mur des bizarreries" (les différentes photos de kryptomonstres que Chloé avait affiché sur le mur du bureau de la Torche, le journal du lycée).

### Épisode 7:La Renaissance du mal
- États-Unis /  Canada : 20 novembre 2017 sur The CW / Showcase
- Québec : 9 octobre 2018 sur MusiquePlus
- Belgique : 19 octobre 2018 sur La Deux[30]
- France : 18 novembre 2018 sur Série Club[21]
  - 23 mars 2019 sur CStar

- États-Unis : 1,92 million de téléspectateurs[31] (première diffusion)

- Emma Tremblay (Ruby Arias)
- Carl Lumbly (M'yrnn J'onzz)
- Anjali Jay (Serena)
- Amy Jackson (Imra Ardeen / Saturn Girl)
- Betty Buckley (Patricia Arias)

- Cet épisode marque le retour de Mon-El (Chris Wood).

### Épisode 8:Terre-X: Célébrations
- États-Unis /  Canada : 27 novembre 2017 sur The CW / Showcase
- Québec : 16 octobre 2018 sur MusiquePlus
- Belgique : 22 octobre 2018 sur La Deux[32]
- France : 18 novembre 2018 sur Série Club[21]
  - 30 mars 2019 sur CStar

- États-Unis : 2,71 millions de téléspectateurs[33] (première diffusion)

- Stephen Amell (Oliver Queen / Green Arrow / Dark Arrow)
- Victor Garber (Docteur Martin Stein)
- Jesse L. Martin (Joe West)
- Emily Bett Rickards (Felicity Smoak)
- Caity Lotz (Sara Lance)
- Tom Cavanagh (Docteur Harry Wells / Dark Flash / Eobard Thawne)
- Dominic Purcell (Mick Rory)
- Candice Patton (Iris West)
- Franz Drameh (Jefferson Jackson / Firestorm)
- Danielle Panabaker (Caitlin Snow / Killer Frost)
- Carlos Valdes (Cisco Ramon)
- Keiynan Lonsdale (Wally West)
- Grant Gustin (Barry Allen / Flash)
- Jessica Parker Kennedy (La serveuse)
- Danielle Nicolet (Cecile Horton)
- Patrick Sabongui (Capitaine David Singh)
- Isabella Hofmann (Clarissa Stein)
- Christina Brucato (Lily Stein)
- William Katt (Le prêtre)
- Colin Donnell (Prometheus)

### Épisode 9:Le Règne de Reign
- États-Unis /  Canada : 4 décembre 2017 sur The CW / Showcase
- Québec : 23 octobre 2018 sur MusiquePlus
- Belgique : 23 octobre 2018 sur La Deux[34]
- France : 18 novembre 2018 sur Série Club[21]
  - 30 mars 2019 sur CStar

- États-Unis : 1,81 million de téléspectateurs[35] (première diffusion)

- Erica Durance (Alura Zor-El)
- Emma Tremblay (Ruby Arias)
- Carl Lumbly (M'yrnn J'onzz)
- Briana Venskus (Agent Vasquez)
- Amy Jackson (Imra Ardeen / Saturn Girl)
- Chad Lowe (Thomas Coville)
- Adrian Pasdar (Morgan Edge)

### Épisode 10:Au Chevet de la Paix
- États-Unis /  Canada : 15 janvier 2018 sur The CW[36] / Showcase
- Belgique : 23 octobre 2018 sur La Deux[37]
- Québec : 30 octobre 2018 sur MusiquePlus
- France : 25 novembre 2018 sur Série Club[21]
  - 30 mars 2019 sur CStar

- États-Unis : 2,17 millions de téléspectateurs[38] (première diffusion)

- Jesse Rath (Querl Dox / Brainiac 5)
- Emma Tremblay (Ruby Arias)
- Anjali Jay (Serena)
- Amy Jackson (Imra Ardeen / Saturn Girl)
- Chad Lowe (Thomas Coville)

### Épisode 11:Enquête à Fort Rozz
- États-Unis /  Canada : 22 janvier 2018 sur The CW / Showcase
- Belgique : 24 octobre 2018 sur La Deux[39]
- Québec : 6 novembre 2018 sur MusiquePlus
- France : 25 novembre 2018 sur Série Club[21]
  - 6 avril 2019 sur CStar

- États-Unis : 2,07 millions de téléspectateurs[40] (première diffusion)

- Jesse Rath (Querl Dox / Brainiac 5)
- Emma Tremblay (Ruby Arias)
- Anjali Jay (Serena)
- Amy Jackson (Imra Ardeen / Saturn Girl)
- Krys Marshall (Julia Freeman / Purity)
- Brit Morgan (VF : Claire Guyot) : (Leslie Willis / Livewire)
- Yael Grobglas (Gayle Marsh / Psi)
- Ella Thomas (Tormock)
- Sarah Douglas (Jindah Kol Rozz)
- Vanessa Przada (Erika Morrison)
- Mittita Barber (Vanita Ripson)

### Épisode 12:Le Mis à mal
- États-Unis /  Canada : 29 janvier 2018 sur The CW / Showcase
- Belgique : 26 octobre 2018 sur La Deux[41]
- Québec : 13 novembre 2018 sur MusiquePlus
- France : 25 novembre 2018 sur Série Club[21]
  - 6 avril 2019 sur CStar

- États-Unis : 2,11 millions de téléspectateurs[42] (première diffusion)

- Andrea Brooks (Eve Teschmacher)
- Brenda Strong (VF : Françoise Cadol) : (Lillian Luthor)
- Krys Marshall (Julia Freeman / Purity)
- Adrian Pasdar (Morgan Edge)
- David Forts (Meathead)

### Épisode 13:L'Hôte indésirable
- États-Unis /  Canada : 5 février 2018 sur The CW / Showcase
- Belgique : 26 octobre 2018 sur La Deux[43]
- Québec : 20 novembre 2018 sur MusiquePlus
- France : 2 décembre 2018 sur Série Club[21]
  - 6 avril 2019 sur CStar

- États-Unis : 2,12 millions de téléspectateurs[44] (première diffusion)

- Emma Tremblay (Ruby Arias)
- Anjali Jay (Serena)
- Amy Jackson (Imra Ardeen / Saturn Girl)
- Krys Marshall (Julia Freeman / Purity)

- Dernier épisode avant la seconde pause. La saison 3 de la série Legends of Tomorrow prend la case horaire jusqu'au 16 avril 2018[10].

### Épisode 14:Vers l'infini et au-delà
- États-Unis /  Canada : 16 avril 2018 sur The CW[10] / Showcase
- Belgique : 29 octobre 2018 sur La Deux[45]
- Québec : 27 novembre 2018 sur MusiquePlus
- France : 2 décembre 2018 sur Série Club[21]
  - 13 avril 2019 sur CStar

- Laurie Metcalf (Mary Schott)
- Carl Lumbly (M'yrnn J'onzz)
- Brooke Smith (Jacqueline Nimball)

### Épisode 15:L'élève devient le maître
- États-Unis /  Canada : 23 avril 2018 sur The CW / Showcase
- Belgique : 29 octobre 2018 sur La Deux[47]
- Québec : 4 décembre 2018 sur MusiquePlus
- France : 2 décembre 2018 sur Série Club[21]
  - 13 avril 2019 sur CStar

- Carl Lumbly (M'yrnn J'onzz)
- Curtis Lum (Agent Demos)
- Glenn Ennis (Draaga)
- Rochelle Okoye (Finhead)
- Paul Lazenby (Mandrax)

### Épisode 16:Les Deux Esprits
- États-Unis /  Canada : 30 avril 2018 sur The CW / Showcase
- Belgique : 30 octobre 2018 sur La Deux[49]
- Québec : 11 décembre 2018 sur MusiquePlus
- France : 9 décembre 2018 sur Série Club[21]
  - 13 avril 2019 sur CStar

- Jesse Rath (Querl Dox / Brainiac 5)
- Amy Jackson (Imra Ardeen / Saturn Girl)
- Krys Marshall (Julia Freeman / Purity)
- Angela Zhou (Dr Grace Parker / Pestilence)
- Fred Henderson (Le maire de National City)
- Taylor Hastings (Adelaide Swanson)

### Épisode 17:L'Union terrible
- États-Unis /  Canada : 7 mai 2018 sur The CW / Showcase
- Belgique : 30 octobre 2018 sur La Deux[51]
- Québec : 8 janvier 2019 sur MusiquePlus[52]
- France : 9 décembre 2018 sur Série Club[21]
  - 20 avril 2019 sur CStar

- Jesse Rath (Querl Dox / Brainiac 5)
- Anjali Jay (Serena)
- Angela Zhou (Dr Grace Parker / Pestilence)
- Amy Jackson (Imra Ardeen / Saturn Girl)
- Krys Marshall (Julia Freeman / Purity)

### Épisode 18:Le Manoir invisible
- États-Unis /  Canada : 14 mai 2018 sur The CW / Showcase
- Belgique : 31 octobre 2018 sur La Deux[54]
- Québec : 15 janvier 2019 sur MusiquePlus
- France : 20 avril 2019 sur CStar

- Jesse Rath (Querl Dox / Brainiac 5)
- Betty Buckley (Patricia Arias)
- Emma Tremblay (Ruby Arias)
- Carl Lumbly (M'yrnn J'onzz)
- Amy Jackson (Imra Ardeen / Saturn Girl)
- Cynthia Stevenson (Madame Queller)
- Nesta Cooper (Tanya Spears)

### Épisode 19:Les Fanatiques
- États-Unis /  Canada : 21 mai 2018 sur The CW / Showcase
- Belgique : 31 octobre 2018 sur La Deux[56]
- Québec : 22 janvier 2019 sur MusiquePlus
- France : 20 avril 2019 sur CStar

- Andrea Brooks (Eve Teschmacher)
- Emma Tremblay (Ruby Arias)
- Carl Lumbly (M'yrnn J'onzz)
- Chad Lowe (Thomas Coville)
- Sofia Vassilieva (Olivia)
- Nesta Cooper (Tanya Spears)

### Épisode 20:La Face cachée de Krypton
- États-Unis /  Canada : 28 mai 2018 sur The CW / Showcase
- Belgique : 1er novembre 2018 sur La Deux[58]
- Québec : 29 janvier 2019 sur MusiquePlus
- France : 27 avril 2019 sur CStar

- Erica Durance (Alura Zor-El)
- Emma Tremblay (Ruby Arias)
- David Chisum (Shérif Ronald Collins)
- Anjali Jay (Serena)
- Tim Russ (Jul-Us)
- Benjamin Goas (Val)

### Épisode 21:Dédoublement de personnalité
- États-Unis /  Canada : 4 juin 2018 sur The CW / Showcase
- Belgique : 1er novembre 2018 sur La Deux[60]
- Québec : 5 février 2019 sur MusiquePlus
- France : 27 avril 2019 sur CStar

- Erica Durance (Alura Zor-El)
- Andrea Brooks (Eve Teschmacher)
- Emma Tremblay (Ruby Arias)
- Carl Lumbly (M'yrnn J'onzz)
- Anjali Jay (Serena)
- Chad Lowe (Thomas Coville)
- Esmé Bianco (Thara Ak-Var)
- Bradley White (Arthur Willis)
- Michael Reilly Burke (Le fabricant d'armes)
- Benjamin Goas (Val)
- Kerry Sandomirsky (Felra)
- Todd Thomson (Lir-Al)
- Brenda Crichlow (Lynn Vang)

### Épisode 22:Les Sorcières de Juru
- États-Unis /  Canada : 11 juin 2018 sur The CW / Showcase
- Belgique : 2 novembre 2018 sur La Deux[62]
- Québec : 12 février 2019 sur MusiquePlus
- France : 4 mai 2019 sur CStar

- Erica Durance (Alura Zor-El)
- Andrea Brooks (Eve Teschmacher)
- Emma Tremblay (Ruby Arias)
- Carl Lumbly (M'yrnn J'onzz)
- Anjali Jay (Serena)
- Chad Lowe (Thomas Coville)
- Esmé Bianco (Thara Ak-Var)
- Curtis Lum (Agent Demos)
- Winsome Brown (Ayala)
- Rosemary Hochschild (Vita)

### Épisode 23:Guerres et Conséquences
- États-Unis /  Canada : 18 juin 2018 sur The CW / Showcase
- Belgique : 2 novembre 2018 sur La Deux[64]
- Québec : 19 février 2019 sur MusiquePlus
- France : 4 mai 2019 sur CStar

- États-Unis : 1,78 million de téléspectateurs[65] (première diffusion)

- Jesse Rath (Querl Dox / Brainiac 5)
- Erica Durance (Alura Zor-El)
- Emma Tremblay (Ruby Arias)
- Carl Lumbly (M'yrnn J'onzz)
- Anjali Jay (Serena)
- Amy Jackson (Imra Ardeen / Saturn Girl)
- Chad Lowe (Thomas Coville)
- Betty Buckley (Patricia Arias)
- Winsome Brown (Ayala)
- Rosemary Hochschild (Vita)